# Gróttuviti
Gróttuviti – latarnia morska znajdująca się w miejscowości Seltjarnarnes, na południowym zachodzie Islandii. Służy jako znak nawigacyjny w drodze do portu Reykjavík. Leży na zachodnim wybrzeżu wyspy Grótta, połączonej groblą ze stałym lądem. Pieszo, z zachowaniem ostrożności można do niej dotrzeć tylko w czasie odpływu. Biała, betonowa wieża o cylindrycznym kształcie ma 23 metry wysokości. Światło umiejscowione 24 m n.p.m. nadaje 3 błyski co 20 sekund w kolorze białym, czerwonym lub zielonym w zależności od kierunku.
Pierwsza latarnia na wyspie Grótta powstała w 1897. Obecną latarnię zbudowano pół wieku później, w 1947 według projektu Axela Sveinssona. Soczewka umieszczona w latarni morskiej z 1897 r. jest nadal używana w Gróttuviti. Do wieży doprowadzono elektryczność w 1956 roku. W latach 1897–1970 latarnię obsługiwało kolejno dwóch latarników – Þorvarður Einarsson i jego syn Albert.
Gróttuviti jest popularnym miejscem oglądania zorz polarnych.

## Galeria

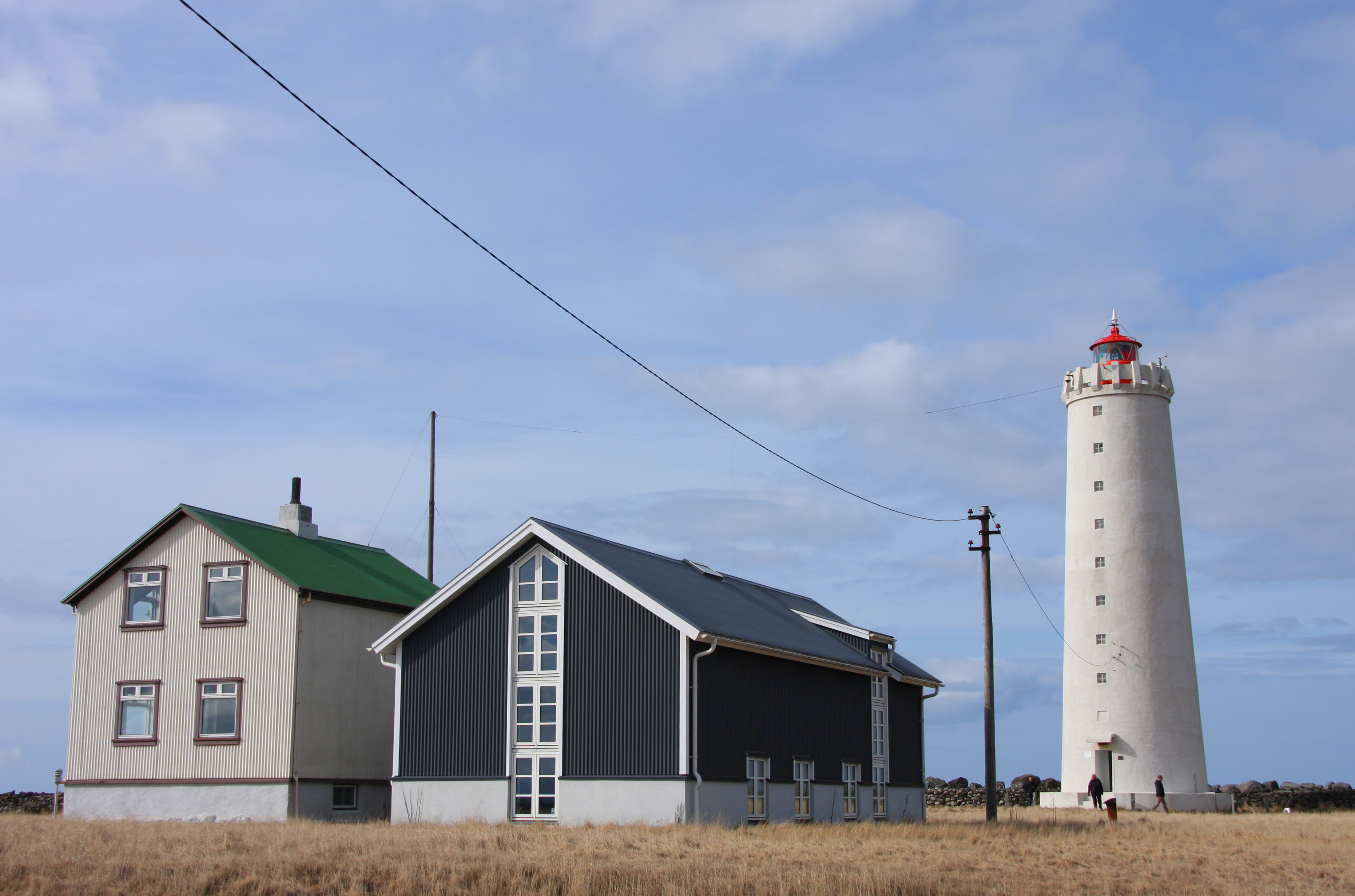
Domy latarników
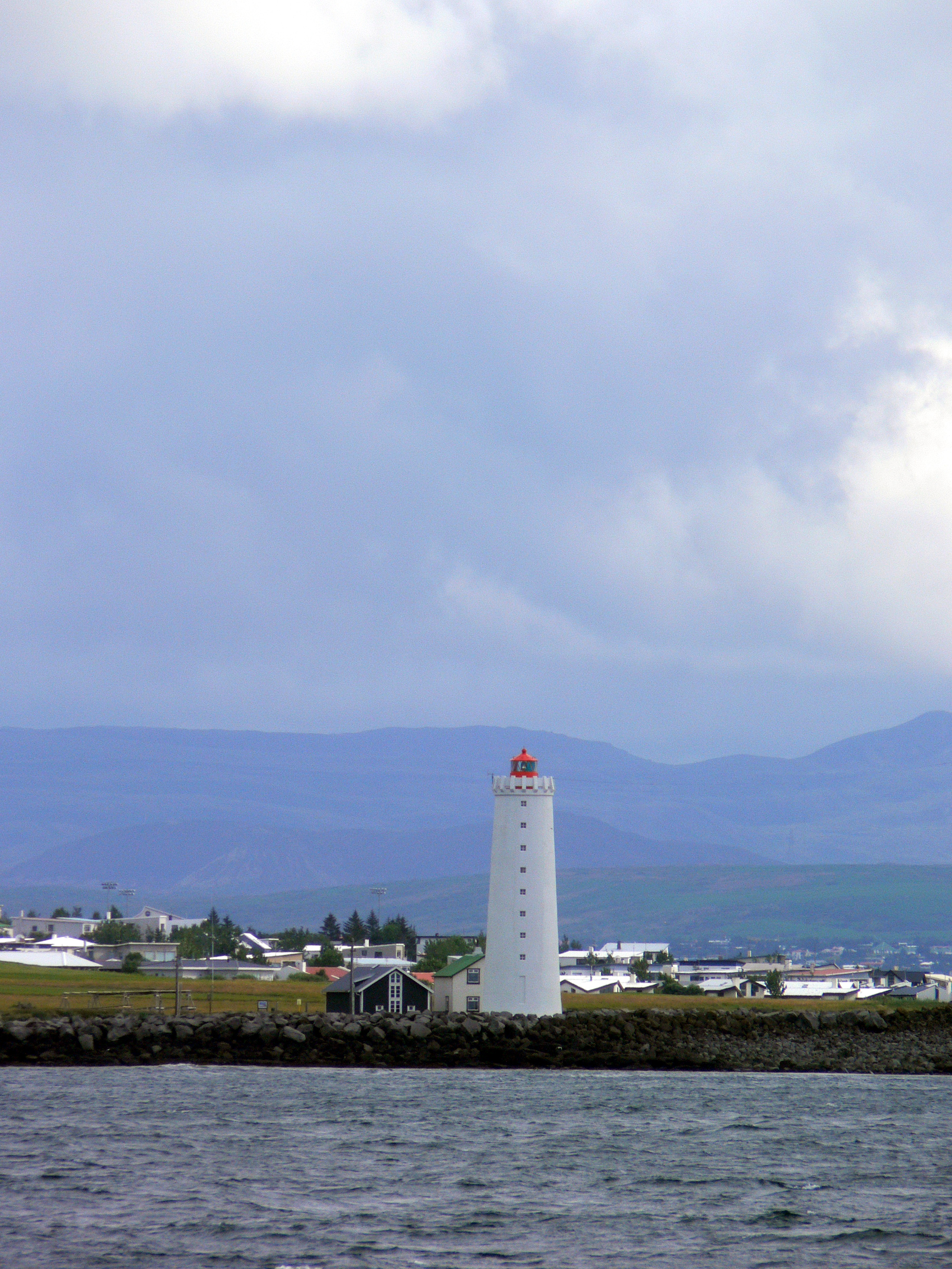
Widok na latarnię z morza
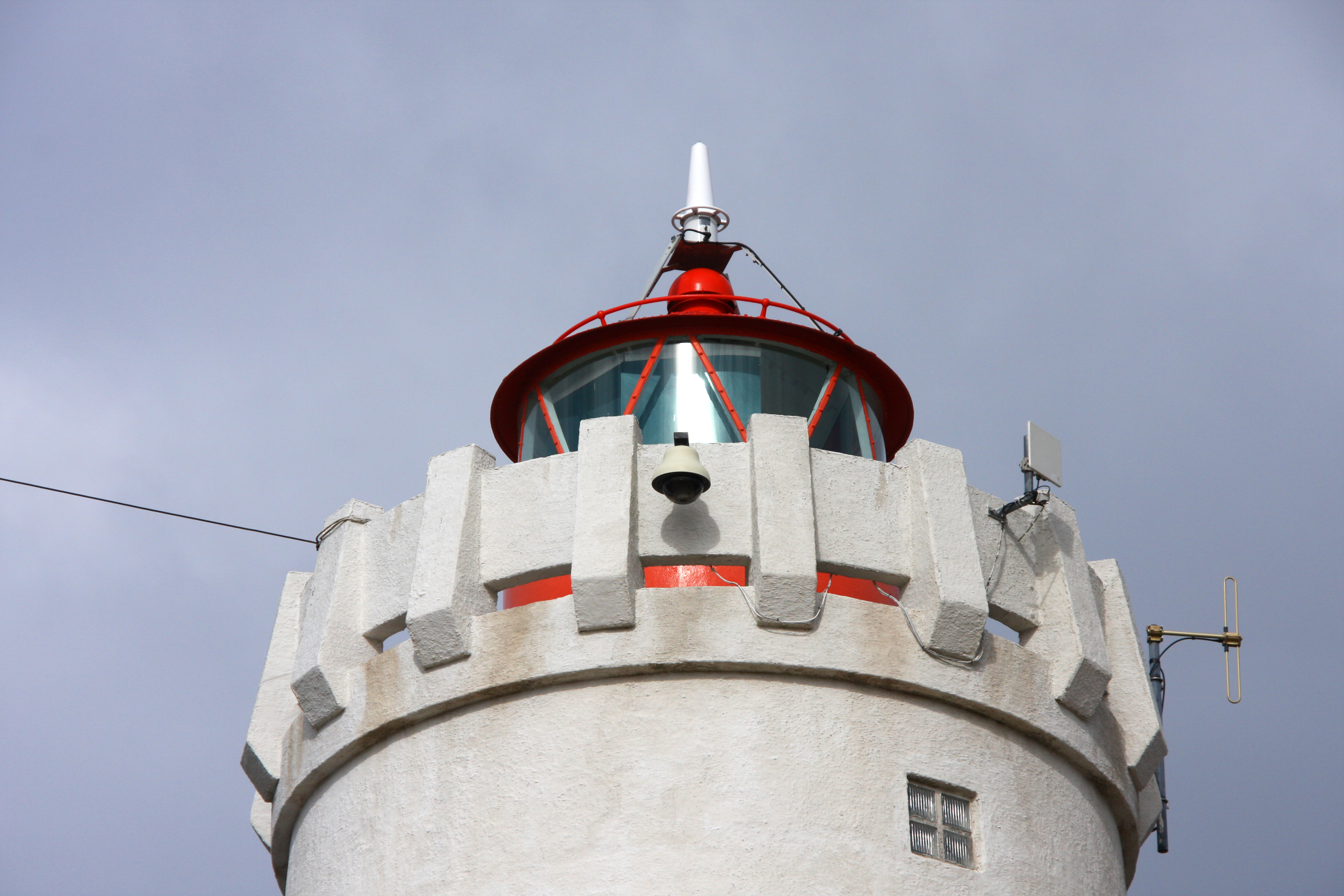
Górna część latarni